# Баранцате
Баранца̀те (на италиански: Baranzate, на западноломбардски: Baranzà, Баранца) е град и община в Северна Италия, провинция Милано, регион Ломбардия. Разположен е на 155 m надморска височина. Населението на общината е 10 912 души (към 2013 г.).